# Monte Kolofau
O monte Kolofau é monte mais alto da ilha Alofi, em Wallis e Futuna, comunidade ultramarina da França no Pacífico Sul.
Tem 411 m de altitude.